# Ruby Roseman-Gannon
Ruby Roseman-Gannon née le 8 novembre 1998 à Victoria, est une coureuse cycliste australienne. C'est une sprinteuse.

## Biographie
Elle est quatrième du Women's Tour Down Under. Au Grand Prix de Plouay, Ruby Roseman-Gannon prend la quatrième place du sprint.
En 2024, elle remporte le championnat d'Australie sur route au sprint qui se court sous la pluie.

## Palmarès

### Par année
- 2015
  - 2e du championnat d'Australie sur route juniors
- 2016
  - 3e du championnat d'Australie sur route juniors
- 2022
  -  Championne d'Australie du critérium
  - 3e du championnat d'Australie sur route
- 2023
  - 4e du Women's Tour Down Under
  - 4e du Grand Prix de Plouay
  - 7e de la Cadel Evans Great Ocean Road Race Women
- 2024
  -  Championne du monde du contre-la-montre par équipes en relais mixte
  -  Championne  d'Australie sur route
  -  Championne d'Australie du critérium
  - 4e étape du Tour de Grande-Bretagne
  - 6e du championnat du monde sur route
  - 9e du Tour de Grande-Bretagne

### Résultats sur les grands tours

#### Tour d'Italie
1 participation
- 2024 : 65e

#### Tour de France
2 participations
- 2024 : non-partante (7e étape)
- 2025 : 78e

### Classements mondiaux
| Année                                 | 2020 | 2021 | 2022 | 2023 | 2024 |
| ------------------------------------- | ---- | ---- | ---- | ---- | ---- |
| Classement UCI                        | 134e | 608e | 62e  | 30e  | 57e  |
| UCI World Tour                        | 81e  | nc   | 57e  | 27e  | 76e  |
|                                       |      |      |      |      |      |
| Légende : nc = non classéSource : UCI |      |      |      |      |      |